# Draba ossetica
Draba ossetica är en korsblommig växtart som först beskrevs av Franz Josef Ivanovich Ruprecht, och fick sitt nu gällande namn av Carlo Pietro Stefano Stephen Sommier och Emile Emilio Levier. Draba ossetica ingår i släktet drabor, och familjen korsblommiga växter. Inga underarter finns listade i Catalogue of Life.

## Bildgalleri

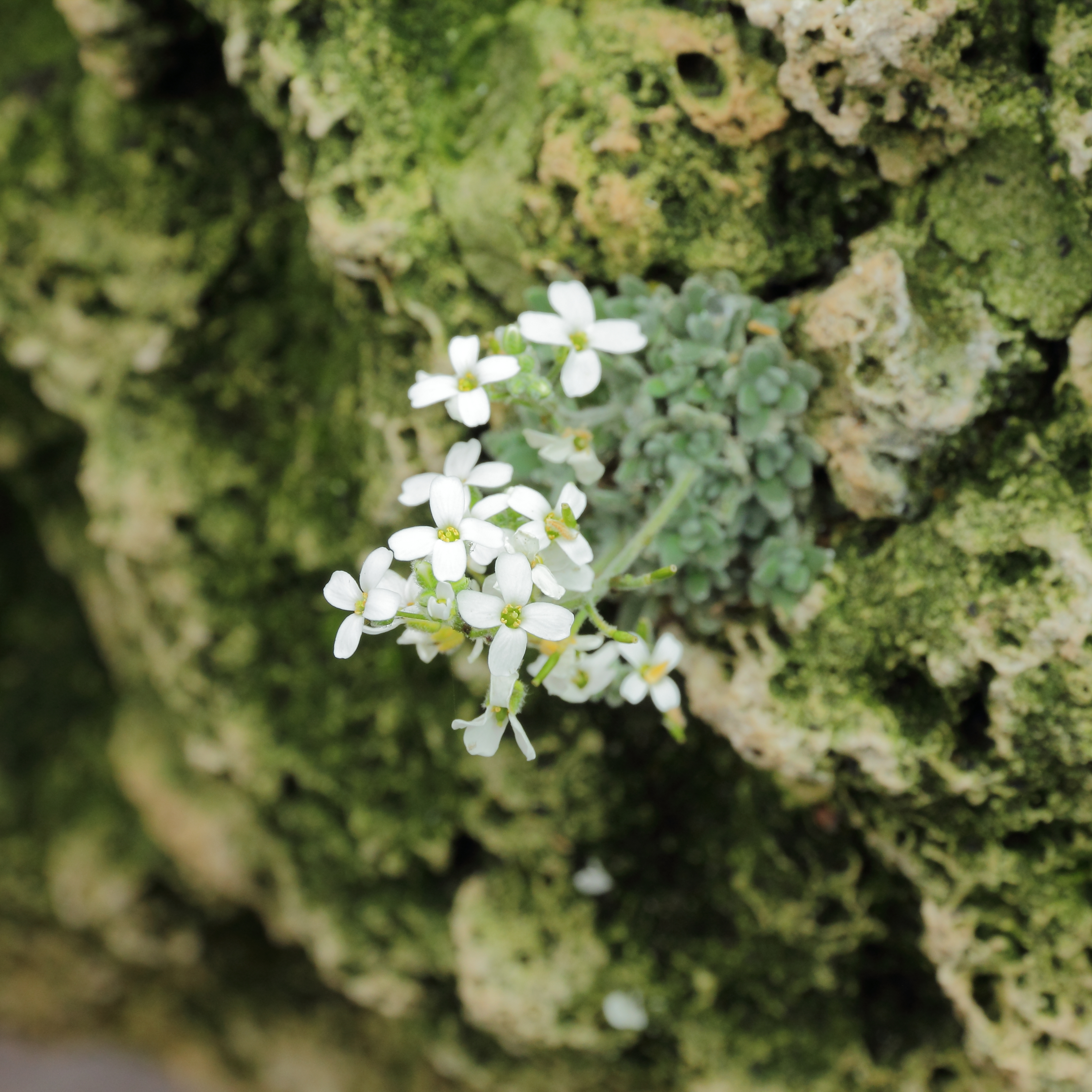
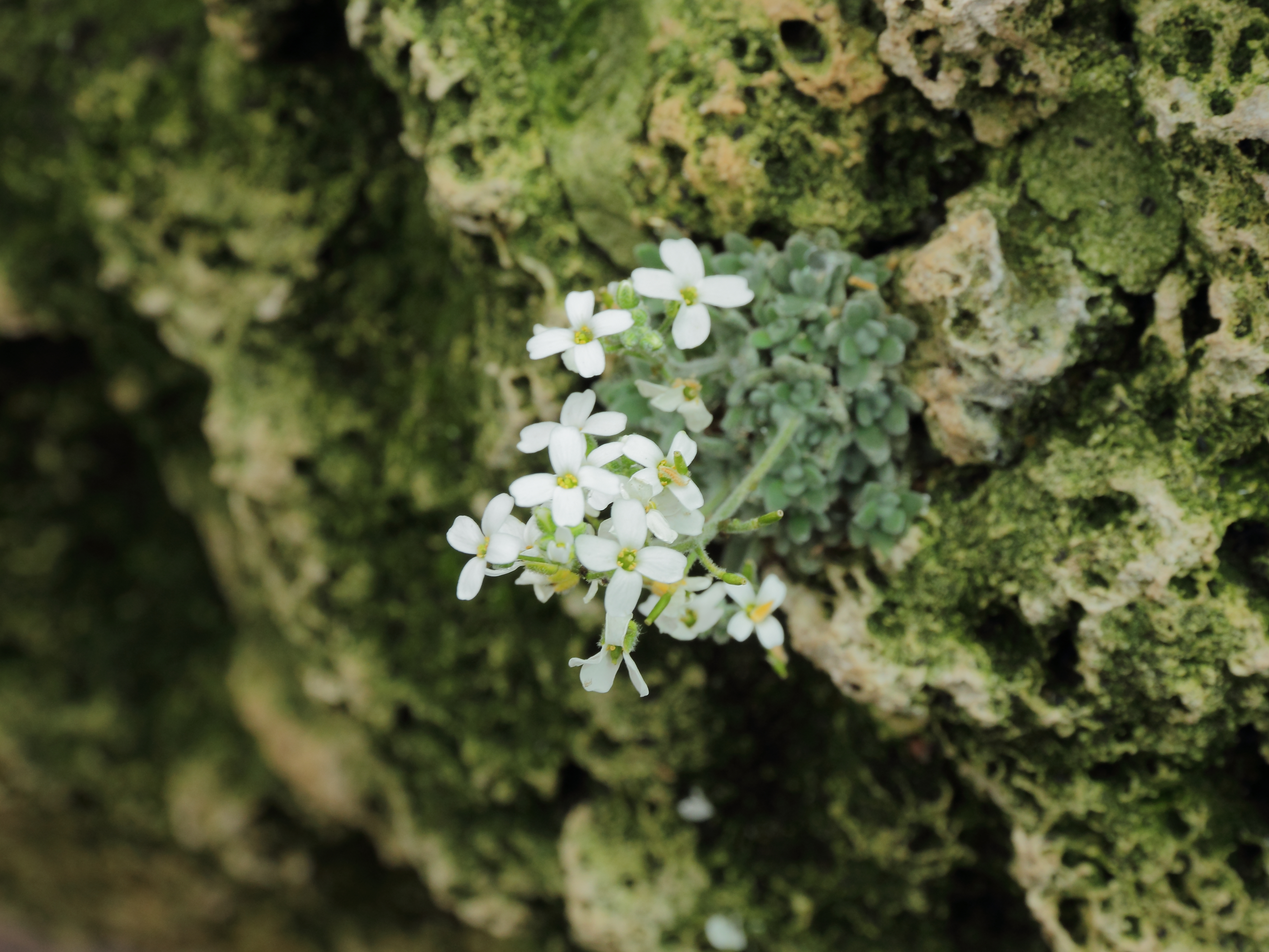
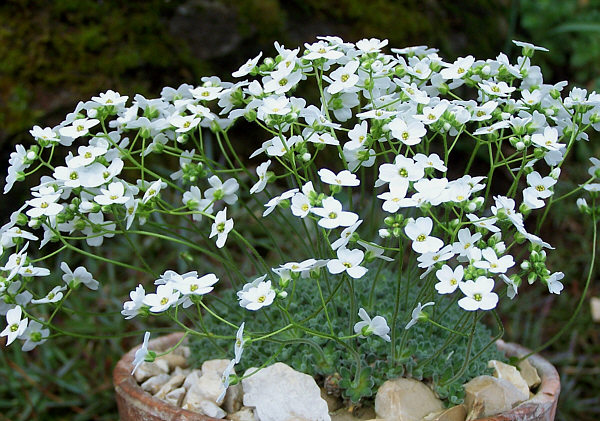
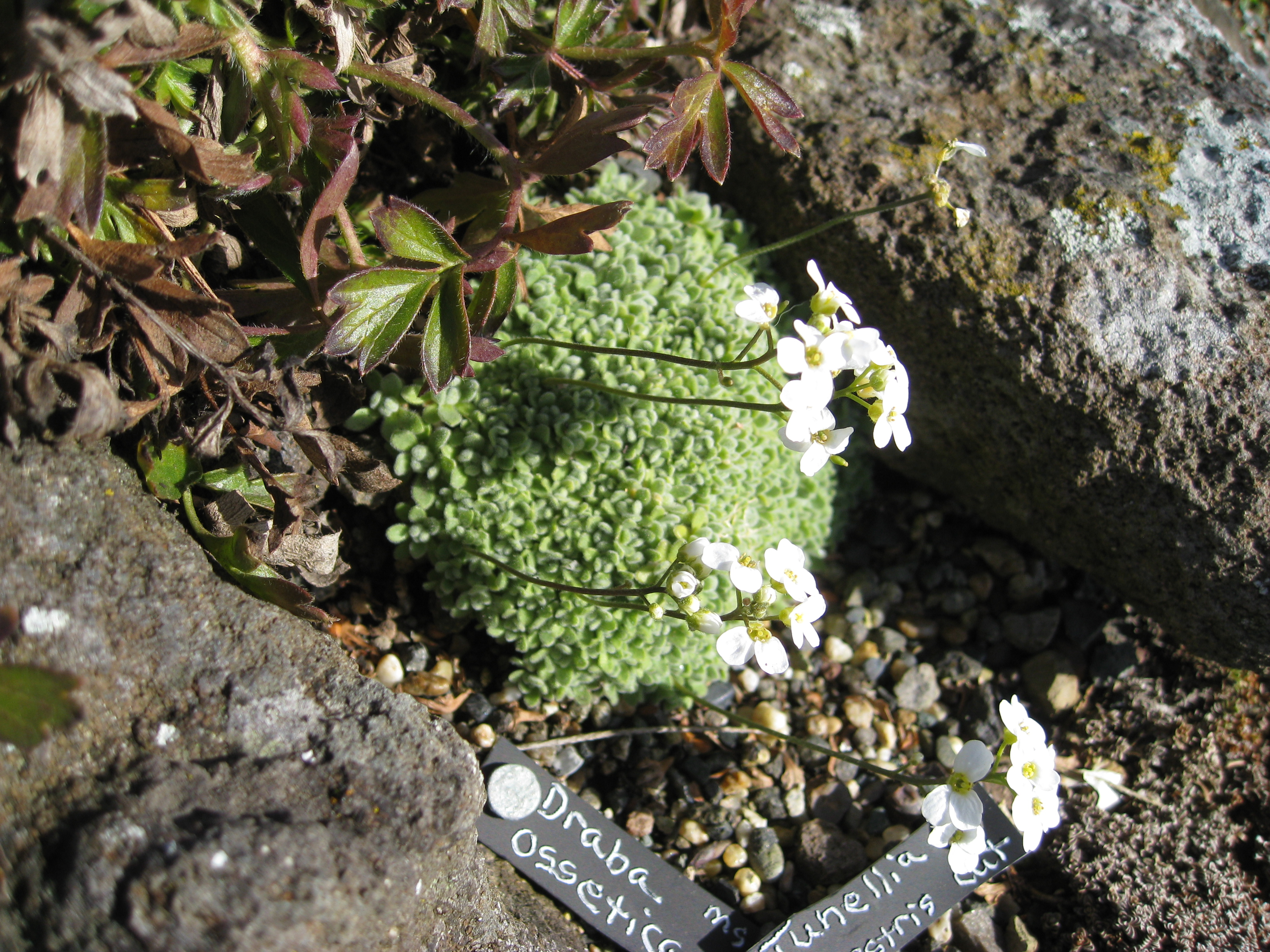
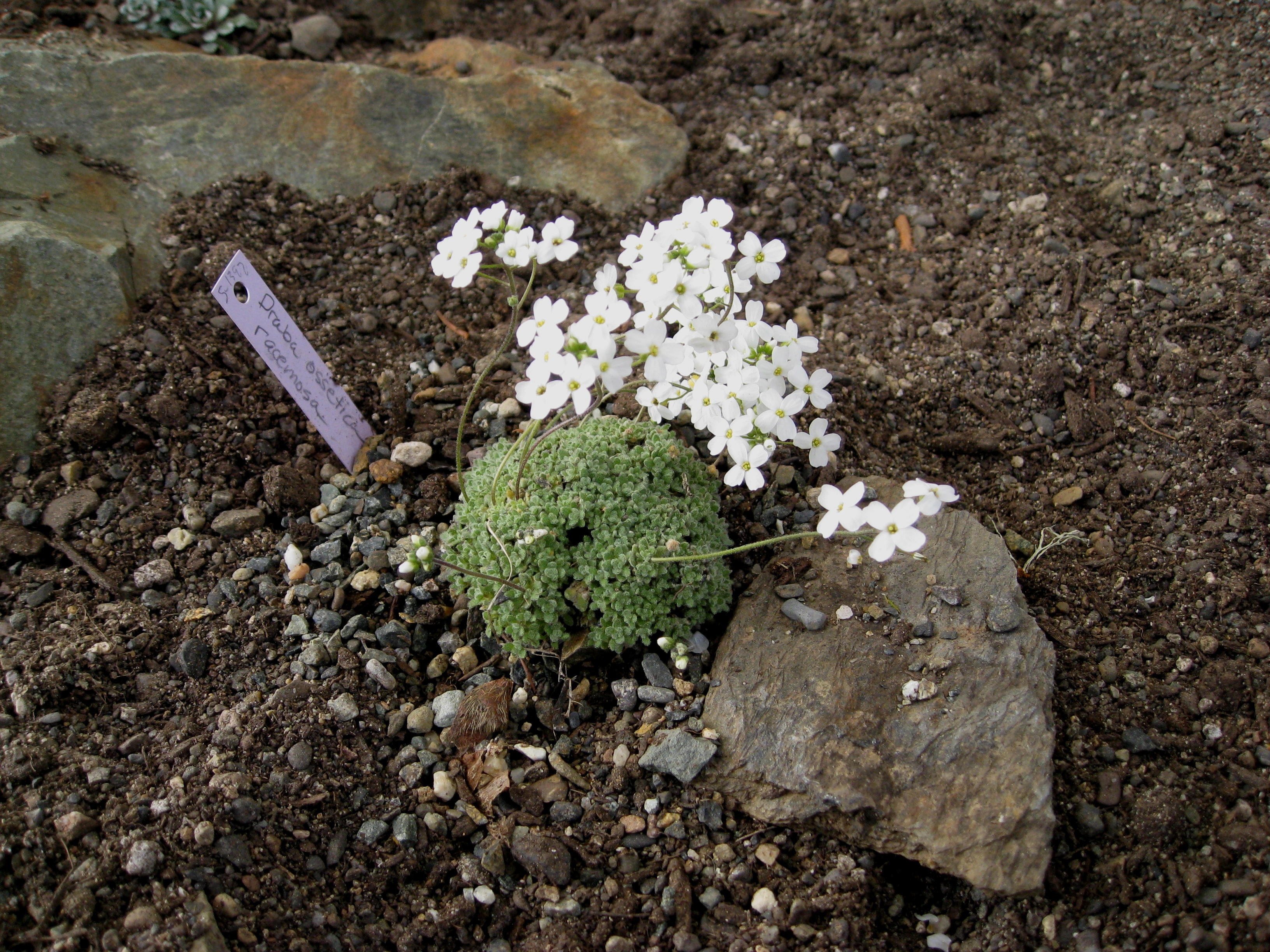